# Elachistocleis cesarii
Elachistocleis cesarii é uma espécie de anfíbio da família Microhylidae. Endêmica do Brasil, pode ser encontrada nos estados de Goiás, Minas Gerais e São Paulo.

## Nomenclatura e taxonomia
A espécie foi descrita por Alípio de Miranda Ribeiro em 1920 como Engystoma ovale cesarii. Em 1934, Hampton Wildman Parker sinonimizou o táxon descrito por Miranda-Ribeiro com o Echistocleis ovalis. Em 2010, o táxon foi revalidado como uma espécie distinta.